# SEG-Y
El SEG-Y (también conocido como SEG Y) es un formato de archivo que contiene varios estándares desarrollados por la Sociedad de Exploración Geofísica (SEG) para almacenar datos geofísicos. Es un estándar abierto, y está controlado por el Comité de Estándares Técnicos de la SEG, una organización sin ánimo de lucro.
El formato se desarrolló originalmente en 1973 para almacenar datos digitales de reflexión sísmica de una sola línea en cintas magnéticas . La especificación fue publicada en 1975.
El formato y su nombre evolucionaron de SEG "Ex" o Exchange Tape Format. Sin embargo, desde su lanzamiento, ha habido avances significativos en la adquisición de datos geofísicos, como las técnicas sísmicas tridimensionales y el registro de alta velocidad y alta capacidad.
La revisión más reciente del formato SEG-Y se publicó en 2017, denominada especificación rev 2.0. Todavía tiene algunas características herederas del formato original (referido como rev 0), tal como una etiqueta de cinta SEG-Y opcional, el encabezado de cinta principal de 3200 bytes de caracteres de texto codificados en EBCDIC y un encabezado binario de 400 bytes..
Esta imagen muestra en inglés la estructura de la secuencia de bytes de un archivo SEG-Y, con registros de encabezado de archivo de texto ampliado de rev 1.
Muchos programas SEG-Y no siguen totalmente las especificaciones. Por ejemplo, ODEC utiliza el orden de bytes opuesto y agrega 320 bytes a la cola de cada traza.